# Auvia Air
Auvia Air es una aerolínea de carga con base en el Este de Yakarta, Indonesia. Fue fundada y comenzó a operar en 2004 y opera vuelos de carga.

## Flota
En enero de 2005 la flota de Auvia Air se componía de:
- 1 Boeing 737-200